# Чичагов, Алексей Дмитриевич
Алексе́й Дми́триевич Чича́гов (1875, Москва — 1921, там же) — русский и советский архитектор.

## Биография
Родился в 1875 году в семье архитектора Д. Н. Чичагова. В 1901 году поступил в Московское училище живописи, ваяния и зодчества (VE:DP), из которого выбыл в 1903 году. Работал помощником у архитекторов К. М. Быковского и Р. И. Клейна. Принимал участие в проектировании Музея изящных искусств, усыпальницы Юсуповых в Архангельском, Бородинского моста. С 1912 года начал собственную архитектурную практику. Жил на Арбате, 30 (кв. № 10) и Малой Молчановке, 8.

## Проекты и постройки
- 1911—1914 — Доходный дом , Москва, Малый Николопесковский переулок, 6[3];
- 1912 — Особняк, Москва, Улица Спиридоновка, 36[2];
- 1913 — Доходный дом, Москва, Переулок Огородная Слобода, 3[2];
- 1913 — Доходный дом, Москва, Улица Малая Молчановка, 4[2];
- 1913 — Доходный дом, Москва, Вспольный переулок, 14[3];
- 1914 — Вилла «Мечта», Алупка;
- 1914—1916 — Доходный дом, Москва, Воротниковский переулок, 4[2];
- 1920-е — Ремонт здания банка, Москва, Кузнецкий Мост, 15/8[2].